# Flughafenbahnhof EuroAirport
| geplanter Verlauf (schwarz) |                      |                       |                       |
| Streckenlänge: | ca. 6 km             |                       |                       |
| Spurweite: | 1435 mm (Normalspur) |                       |                       |
| Stromsystem: | 25 kV 50 Hz ~        |                       |                       |
| Zweigleisigkeit: | ja                   |                       |                       |
| |                      |                       |                       |
| \| \| \| von Strasbourg \| \| \| \| nach Basel \| \| \| \| EuroAirport (geplant) \| \| \| \| von Strasbourg \| \| \| \| Saint-Louis \| \| \| \| nach Basel \| |                      |                       |                       |
| Strecke |                      | von Strasbourg        | von Strasbourg        |
| Abzweig ehemals geradeaus und nach links |                      | nach Basel            | nach Basel            |
| Bahnhof (Strecke außer Betrieb) |                      | EuroAirport (geplant) | EuroAirport (geplant) |
| Abzweig ehemals geradeaus und von links |                      | von Strasbourg        | von Strasbourg        |
| Bahnhof |                      | Saint-Louis           | Saint-Louis           |
| Strecke |                      | nach Basel            | nach Basel            |

Flughafenbahnhof EuroAirport ist ein Eisenbahnprojekt zur direkten Anbindung des Flughafens Basel-Mülhausen (EuroAirport) an den Schienenpersonennahverkehr mittels einer wenige Kilometer langen Neubaustrecke mit einem Flughafenbahnhof. Das Vorhaben soll bis 2030 fertiggestellt werden.

## Hintergrund

### Bisherige Anbindung an den öffentlichen Verkehr
Eine Anbindung an den öffentlichen Verkehr besteht derzeit nur mittels Bus. Die Hauptlast trägt dabei die Linie 50 der Basler Verkehrs-Betriebe zwischen EuroAirport und Bahnhof Basel SBB. Im Jahr 2018 betrug die Zahl der Fahrgäste hier 4,69 Millionen. Die Buslinie 11 der kommunalen Nahverkehrsgesellschaft Distribus führt zum Bahnhof Saint-Louis an der Bahnstrecke Strasbourg–Basel. FlixBus-Linien führen nach Colmar, Freiburg im Breisgau, Mülhausen, Neuenburg am Rhein und Straßburg. Seit Dezember 2024 verkehrt zudem die Buslinie 220 aus Lörrach zum EuroAirport. Diese Linie verbindet außerdem die Ortschaften Binzen und Haltingen auf der Deutschen Seite, sowie die Ortschaften Village-Neuf, Huningue und Saint-Louis auf der Französischen Seite mit dem EuroAirport.
Zu Fuß erreichbar ist der Bahnhof Saint-Louis-la-Chaussée in einigen hundert Metern Entfernung.

### Das Projekt

#### Vorgeschichte
Bereits 2001 hat die Schweiz ihr Interesse bekundet, einen solchen Bahnanschluss zu bauen. Man hatte damals den Wunsch, dies bis 2010 zu erreichen und einen Baubeginn 2006 bis 2007 ins Auge gefasst. Da das Projekt auf französischem Gebiet liegt, sollte die genaue Ausarbeitung des
Bauprojekts Gegenstand der weiteren, gemeinsam mit Frankreich durchzuführenden Arbeiten sein.
In den Jahren 2010 und 2011 gab es Untersuchungen für eine alternative ÖPNV-Anbindung zum Flughafen.
Der mit trinationalen Vertretern besetzte Planungsausschuss unter dem Vorsitz des Präfekten der Region Elsass hatte sich am 5. Dezember 2011 für eine Bahnanbindung entschieden.

#### Projektträger
Die Projektträger sind SNCF Réseau, der EuroAirport, die Region Grand Est und das Bundesamt für Verkehr der Schweiz.

#### Planungsphase
Im Mai und Juni 2013 sowie im September und Oktober 2018 fanden zweimal öffentliche Mitwirkungsverfahren zum Projekt statt, mit den Akteuren aus der Schweiz und Frankreich und in vier Standorte Basel, Lörrach, Saint-Louis und Mulhouse. Am 13. Februar 2019 wurden die Ergebnisse des Mitwirkungsverfahrens in St. Louis öffentlich präsentiert. Ebenfalls 2019 wurde das grenzüberschreitende Vorhaben vom Bund in den Ausbauschritt 2035 aufgenommen, womit für den Schweizer Anteil Mittel aus dem Bahninfrastrukturfonds zur Verfügung stehen.
Im September 2021 wurde das Dossier der öffentlichen Anhörung im Vorfeld der Gemeinnützigkeitserklärung von SNCF Réseau und EuroAirport vorgelegt. Die geplante Projektentwicklung wird detailliert dargestellt und eine Projektplanung vorgestellt, die eine Inbetriebnahme 2030 vorsieht. Das Projekt ist im Nationalen Verkehrsinfrastrukturplan Frankreichs (SNIT) – Version Oktober 2011 – als „Luftverkehrsoptimierungsprojekt“ (Stärkung der Verbindungen zwischen Luft und Schiene) enthalten. Die Bauarbeiten sollen 2026 beginnen und 2030 abgeschlossen sein.
Der Bahnhof soll gemäß den Plänen vor dem Eingang des Flughafens gebaut werden. Er soll durch eine sechs Kilometer lange Neubaustrecke an die Bahnstrecke Strasbourg–Basel angeschlossen werden. Nach langen Verhandlungen zwischen der Schweiz und Frankreich wurden die Pläne öffentlich vorgestellt. Der Investitionsbedarf wird unter den wirtschaftlichen Bedingungen von Juni 2017 auf 266 Millionen Euro netto geschätzt.
Der Bau sollte ursprünglich acht Jahre vor der geplanten Eröffnung beginnen.

## Bahnverkehr

### Fernverkehr
Es ist nicht geplant, Züge des Fern- und Hochgeschwindigkeitsverkehrs in den Bahnhof einfahren zu lassen.

### S-Bahn Basel
Es gibt auch Pläne für den Anschluss der S-Bahn Basel an den EuroAirport, denn dank des Ausbaus des Bahnknotens Basel und der Verwirklichung des „Herzstück-Basel“ sollen neue Verbindungen entstehen.
Es sind außerdem folgende Bahnverbindungen am Flughafenbahnhof geplant (pro Stunde und pro Richtung):
- zwei Züge zwischen Straßburg und Basel
- zwei Züge zwischen Mulhouse und Liestal
- zwei Züge Richtung Laufen BL